# Circondario di Koutiala
Il circondario di Koutiala è un circondario del Mali facente parte della regione di Sikasso. Il capoluogo è Koutiala.

## Geografia antropica

### Suddivisioni amministrative
Il circondario di Koutiala è suddiviso in 36 comuni:
- Diédougou
- Diouradougou Kafo
- Fagui
- Fakolo
- Gouadji Kao
- Goudié Sougouna
- Kafo Faboli
- Kapala
- Karagouana Mallé
- Kolonigué
- Konina
- Koningué
- Konséguéla
- Koromo
- Kouniana
- Koutiala
- Logouana
- M'Pessoba

- Miéna
- N'Golonianasso
- N'Goutjina
- N'Tossoni
- Nafanga
- Nampé
- Niantaga
- Sincina
- Sinkolo
- Songo-Doubacoré
- Songoua
- Sorobasso
- Tao
- Yognogo
- Zanfigué
- Zangasso
- Zanina
- Zébala